# Diaphorobacter oryzae
Diaphorobacter oryzae es una especie de bacteria gramnegativa del género Diaphorobacter. Fue descrita en el año 2009. Su etimología hace referencia a arroz. Es aerobia y móvil por flagelo polar. Catalasa y oxidasa positivas. Tiene un tamaño de 0,5-0,8 μm de ancho por 1,2-1,8 μm de largo. Temperatura de crecimiento entre 7-35 °C, óptima de 28-32 °C. Se ha aislado del suelo de un arrozal en Corea del Sur. 